# Mwangoye
Mwangoye ist ein Verwaltungsbezirk (englisch Ward) des Distrikts Nzega (DC) in der tansanischen Region Tabora.

## Geografie
Mwangoye ist ein ländlicher Bezirk im westlichen Teil des zentralen Hochlands von Tansania, etwa 20 Kilometer Luftlinie nordwestlich der Distrikthauptstadt Nzega. Bei der Volkszählung 2022 lebten 18.115 Menschen in 3409 Haushalten auf einer Fläche von 139 Quadratkilometern.
Der Bezirk grenzt im Südosten an den Distrikt Nzega (TC) und sonst an Bezirke des Distrikts Nzega (DC):
|        | Sigili                                      |         |
| Kasela | Kompassrose, die auf Nachbargemeinden zeigt | Nata    |
| Itobo  | Shigamba                                    | Ijanija |

## Gliederung
Der Bezirk besteht aus sieben Gemeinden (swahili Mtaa) mit 52 Orten (Kitongoji):
| Chamipulu - Chamipulu - Nhungulu - Ikina - Ilotyamate - Nyawilu - Matanda | Ilagaja - Ilagaja - Ubada - Bukwimba - Idodoma - Ilandala - Ugayambelele - Kabale - Ng'ongo - Nkola - Itinamhigi | Kaselya - Kaselya A - Kaselya B - Mwambulu - Nghuba - Kabanga - Nyangabo - Ntungulu | Igalula - Igalula - Busasi - Shishida - Idubula - Gabu - Mwansago - Ibitwa | Mwaguguli - Mwaguguli Kati - Mwamadili - Mwakisenga - Mwakitala - Idubula | Mwamikola - Mwamikola - Ipogolo - Kashishi - Ishosha - Inongu - Bugegeshi - Malolo | Sagida - Mwakulomwa - Itega - Ibale - Minala - Ineleja - Isannzu - Pundugu - Wayi - Isese - Ilalwansimba |

## Infrastruktur
- Bildung: Die Mwangoye Secondary School ist eine staatliche weiterführende Tagesschule mit einer Ausbildung bis zur 4. Stufe.[8]
- Gesundheit: Im Bezirk befindet sich eine staatliche Apotheke.[9]